# A Way Out
A Way Out är ett actionäventyrsspel som är utvecklat av Hazelight Studios och ges ut av Electronic Arts. Det är det andra datorspelet efter Brothers: A Tale of Two Sons som regisseras av Josef Fares. I A Way Out kontrollerar spelare Leo och Vincent, två fångar som måste bryta sig ut ur ett fängelse och hålla sig undan myndigheterna. 
Spelet tillkännagavs under E3 2017 och skulle enbart vara möjligt att spela i ett kooperativt spelläge, antingen lokalt eller online, mellan två spelare. Spelet gavs ut den 23 mars 2018 till Playstation 4, Xbox One och Microsoft Windows.